# Pero (araldica)
In araldica il pero è ritenuto simbolo di principe benefico e buon padre di famiglia. In molti casi compare solo il suo frutto.

Albero di pero sradicato al naturale (stemma di Pero)
Pero sradicato di verde fruttato d'oro (Birrhard, Svizzera)
Pero sradicato di verde fruttato d'oro (Oberwil-Lieli, Svizzera)
Pero d'argento fruttato di otto pezzi d'oro (Altendiez, Germania)
Pera d'oro fogliata di quattro pezzi di verde (Birr, Svizzera)
Pero di verde fruttato d'oro (Międzychód, Polonia)
Pera d'argento (Birrwil, Svizzera)
D'oro, a tre pere al naturale (Francesco II di Perellos, visconte di Rodès)